# Mercado mayorista de Múnich
El mercado mayorista de Múnich es un lugar de encuentro internacional del ramo de frutas y hortalizas, considerado el tercer centro mayorista de Europa.[cita requerida]

## Datos de interés
Sobre una superficie de 310.000 m², 270 empresas de importación y de comercio al por mayor trasladan aquí 140 clases de mercancías de 83 países de un valor anual de más de 750 millones de euros. Además hay 65 productores de jardinería, 45 floristas y 15 empresas al por mayor de otros ramos. Ilimitado es también el territorio de venta del mercado: provee cada día una región con aproximadamente 5 millones de personas y transporta mercancías a toda Europa.

## Cómo llegar
Llegada con los medios de transporte públicos:
- En metro: U 3 y U 6 hasta Implerstraße,
- en autobús: línea 152 la parada “Großmarkthalle” (mercado mayorista).

### Recorrido
Recorrido para llegar en coche / camión:
- Autopista Nürnberg: Al cruce de la autopista Múnich Norte, adelantar en dirección a Salzburg. Al cruce de la autopista Múnich Sur, tomar la dirección a Garmisch-Partenkirchen. En el extremo de la autopista entrar automáticamente al Mittlerer Ring (“la argolla media”). Inmediatamente después de haber atravesado el río Isar, estar atentos a la señalización Großmarkthalle.

- Autopista Salzburg y autopista Passau: autopista en dirección de Garmisch-Partenkirchen. En el extremo de la autopista se entra automáticamente al Mittlerer Ring (“la argolla media”). Inmediatamente después de haber atravesado el río Isar (cerca de 1,5 km después de la autopista), por favor estar atentos a la señalización “Großmarkthalle”.

- Autopista Lindau y Garmisch-Partenkirchen: sobre el Mittlerer Ring (“la argolla media”) en dirección de la autopista Salzburg. Unos 1,5 km después del extremo de la autopista Garmisch-Partenkirchen, estar atentos a la señalización “Großmarkthalle”.

- Autopista Stuttgart: Primero en dirección de la autopista Garmisch-Partenkirchen. Subir a la autopista Garmisch-Partenkirchen; en el extremo de la autopista sobre el Mittlerer Ring (“la argolla media”) adelantar en dirección de la autopista Salzburg. Después unos 11,5 km después, por favor estar atentos en la señalización “Großmarkthalle”.

### Entrada
En general: La entrada a la nave del mercado central de Múnich está directamente enfrente de la central térmica de calefacción Sur. La vista no alcanza a las tres chimeneas.
La nave del mercado central es céntrica, unida por el Mittlerer Ring (“la argolla media”) a las autopistas y las carreteras federales. La estación Sur vecina y las propias vías con modernos dispositivos para facilitar la descarga suponen una accesibilidad óptima y eficaz a la red ferroviaria. Múnich se encuentra cercana a la frontera, de tal manera que se pueden formalizar las importaciones y exportaciones a través de las aduanas.

## Horas de apertura de la empresa

### Aparcamiento para camiones
- Llegada para vehículos de entrega: de lunes a domingos, 24 horas al día
- Ejecución del transbordo: de lunes a viernes de 04.00 a 20.00, sábados de 06.00 a 14.00h.

### Lugares de transbordo (UGM I, II, III)
- De lunes a viernes de 02.00 a 20.00h.
- Sábados de 06.00 a 14.00h.

### Aduana
- De lunes a jueves de 05.00 a 16.00h.
- Viernes de 05.00 a 14.30h.
- Sábados de 08.00 a 12.00h.

Fuera del horario de la oficina de aduana los trámites aduaneros se efectúan según acuerdo previo a través de la agencia de transportes oficial Papp (teléfono: +49-89-7204-0).

### Horas de venta en la nave del mercado central
- De lunes a jueves de 05.30 a 13.00h.
- Viernes de 05.30 a 14.00h.